# Associazione Calcio Torino 1954-1955
Questa voce raccoglie le informazioni riguardanti l'Associazione Calcio Torino nelle competizioni ufficiali della stagione 1954-1955.

## Rosa
| N. |                   | Ruolo | Calciatore           |
| -- | ----------------- | ----- | -------------------- |
|    | Italia (bandiera) | P     | Luigi Brotto         |
|    | Italia (bandiera) | P     | Roberto Lovati       |
|    | Italia (bandiera) | D     | Enzo Bearzot         |
|    | Italia (bandiera) | D     | Raffaele Cuscela (c) |
|    | Italia (bandiera) | D     | Lino Grava           |
|    | Italia (bandiera) | D     | Pietro Grosso        |
|    | Italia (bandiera) | D     | Giovanni Molino      |
|    | Italia (bandiera) | D     | Aldo Nardi           |
|    | Italia (bandiera) | C     | Luigi Bodi           |

| N. |                     | Ruolo | Calciatore              |
| -- | ------------------- | ----- | ----------------------- |
|    | Germania (bandiera) | C     | Horst Buhtz             |
|    | Italia (bandiera)   | C     | Luigi Moltrasio         |
|    | Italia (bandiera)   | C     | Antonio Pellis          |
|    | Italia (bandiera)   | C     | Claudio Rimbaldo        |
|    | Italia (bandiera)   | C     | Vittorio Sentimenti III |
|    | Italia (bandiera)   | A     | Lelio Antoniotti        |
|    | Italia (bandiera)   | A     | Giancarlo Bacci         |
|    | Italia (bandiera)   | A     | Quinto Bertoloni        |
|    | Italia (bandiera)   | A     | Aldo Novelli            |

## Calciomercato
| Acquisti | Acquisti        | Acquisti          | Acquisti   |
| R.       | Nome            | da                | Modalità   |
| -------- | --------------- | ----------------- | ---------- |
| P        | Luigi Brotto    | Excelsior Venezia | definitivo |
| P        | Roberto Lovati  | Monza             | definitivo |
| D        | Enzo Bearzot    | Catania           | definitivo |
| D        | Lino Grava      | Monza             | definitivo |
| D        | Pietro Grosso   | Roma              | definitivo |
| D        | Aldo Nardi      | Empoli            | definitivo |
| C        | Antonio Pellis  | Piombino          | definitivo |
| A        | Giancarlo Bacci | Fiorentina        | definitivo |
| A        | Aldo Novelli    | Fiorentina        | definitivo |

| Cessioni | Cessioni             | Cessioni          | Cessioni   |
| R.       | Nome                 | a                 | Modalità   |
| -------- | -------------------- | ----------------- | ---------- |
| P        | Giuseppe Romano      | Lecco             | definitivo |
| P        | Narciso Soldan       | Triestina         | definitivo |
| D        | Giuseppe Farina      | Sampdoria         | definitivo |
| D        | Cesare Nay           | Triestina         | definitivo |
| C        | Antonio Bacchetti    | Crotone           | definitivo |
| C        | Pietro Biagioli      | Marzotto Valdagno | definitivo |
| C        | Bruno Franceschina   | Bari              | definitivo |
| C        | Antonio Gianmarinaro | Modena            | definitivo |
| C        | Luigi Giuliano       | Roma              | definitivo |
| C        | Carlo Tagnin         | Monza             | definitivo |
| A        | Enore Boscolo        | Roma              | definitivo |
| A        | Giuliano Giovetti    | Verona            | definitivo |
| A        | Paolo Marcora        | Bari              | definitivo |

## Risultati

### Serie A

#### Girone di andata
| Arbitro: | Orlandini (Roma) |

|           |           |                           |
| Buhtz 72’ | Marcatori | 46’ Pivatelli 64’ Bonafin |

| Arbitro: | Pieri (Trieste) |

|                           |           |  |
| Rasmussen 70’ Brugola 84’ | Marcatori |  |

| Arbitro: | Maurelli (Roma) |

|           |           |            |
| Buhtz 56’ | Marcatori | 55’ Armano |

| Arbitro: | Orlandini (Roma) |

|  |           |                        |
|  | Marcatori | 7’ Bertoloni 56’ Bacci |

| Arbitro: | Piemonte (Monfalcone) |

|           |           |  |
| Bacci 67’ | Marcatori |  |

| Arbitro: | Rigato (Mestre) |

|                                                |           |           |
| Nordahl III 25’ Sørensen 81’, 86’ Liedholm 87’ | Marcatori | 56’ Buhtz |

| Arbitro: | Valsecchi (Milano) |

|  |           |                          |
|  | Marcatori | 22’ Bacci 46’ Antoniotti |

| Arbitro: | Rigato (Mestre) |

|           |           |  |
| Buhtz 17’ | Marcatori |  |

| Arbitro: | Agnolin (Bassano del Grappa) |

|                                |           |  |
| Boniperti 30’, 46’ Oppezzo 82’ | Marcatori |  |

| Arbitro: | Piemonte (Monfalcone) |

|           |           |           |
| Buhtz 44’ | Marcatori | 20’ Galli |

| Arbitro: | Righi (Milano) |

|                                                       |           |            |
| Nay 43’ (aut.) Bacci 46’, 77’ Buhtz 65’ Bertoloni 78’ | Marcatori | 51’ Dorigo |

| Arbitro: | Pieri (Trieste) |

|                      |           |                         |
| Moltrasio 65’ (aut.) | Marcatori | 48’ Moltrasio 56’ Bacci |

| Arbitro: | Marchetti (Milano) |

|             |           |  |
| Bearzot 74’ | Marcatori |  |

| Arbitro: | Marchetti (Milano) |

|  |           |                |
|  | Marcatori | 21’ Antoniotti |

| Arbitro: | Maurelli (Roma) |

|  |           |             |
|  | Marcatori | 23’ Virgili |

| Arbitro: | Campanati (Milano) |

|                                        |           |  |
| Castaldo 15’ La Forgia 52’ Bettini 77’ | Marcatori |  |

| Torino 30 gennaio 1955, ore 14:30 UTC+1 17ª giornata | Torino             | 0 – 0 | Genoa | Stadio Filadelfia\| Arbitro: \| Valsecchi (Milano) \| |
| Arbitro:                                             | Valsecchi (Milano) |       |       |                                                       |

#### Girone di ritorno
| Arbitro: | Orlandini (Roma) |

|                                                |           |           |
| Valentinuzzi 12’, 76’ Pivatelli 16’ Pozzan 77’ | Marcatori | 22’ Bacci |

| Arbitro: | Scaramella (Roma) |

|                    |           |               |
| Sentimenti III 49’ | Marcatori | 41’ Rasmussen |

| Arbitro: | Bellè (Venezia) |

|            |           |           |
| Armano 18’ | Marcatori | 11’ Buhtz |

| Arbitro: | Pieri (Trieste) |

|                   |           |  |
| Tre Re 76’ (aut.) | Marcatori |  |

| Arbitro: | Piemonte (Monfalcone) |

|              |           |                    |
| Broccini 13’ | Marcatori | 53’ (aut.) Dal Pos |

| Arbitro: | Jonni (Macerata) |

|                |           |                             |
| Antoniotti 67’ | Marcatori | 11’ Frignani 33’ Schiaffino |

| Arbitro: | Bellè (Venezia) |

|                          |           |                   |
| Bacci 15’, 32’ Buhtz 83’ | Marcatori | 20’ (rig.) Vivolo |

| Arbitro: | Coppa (Como) |

|          |           |           |
| Conti 1’ | Marcatori | 27’ Bacci |

| Arbitro: | Bernardi (Bologna) |

|                                |           |                                      |
| Antoniotti 3’ Bacci 46’ (rig.) | Marcatori | 7’ (aut.) Bearzot 18’ (rig.) Manente |

| Arbitro: | Guarnaschelli (Pavia) |

|                |           |  |
| Pandolfini 89’ | Marcatori |  |

| Arbitro: | Corallo (Lecce) |

|                          |           |           |
| Sabbatella 19’ Curti 73’ | Marcatori | 36’ Bacci |

| Arbitro: | Arpaia (Roma) |

|                             |           |             |
| Bertoloni 7’, 67’ Buhtz 89’ | Marcatori | 49’ Höfling |

| Arbitro: | Bernardi (Bologna) |

|                  |           |           |
| Ghiandi 34’, 40’ | Marcatori | 67’ Bacci |

| Arbitro: | Perego (Milano) |

|                                  |           |                       |
| Pellis 26’ Bacci 47’ Novelli 61’ | Marcatori | 7’ Formentin 73’ Arce |

| Arbitro: | Pieri (Trieste) |

|                        |           |                      |
| Segato 64’ Mariani 89’ | Marcatori | 44’ Pellis 80’ Bacci |

| Arbitro: | Marchetti (Milano) |

|              |           |            |
| Bertoloni 3’ | Marcatori | 1’ Bettini |

| Arbitro: | Perego (Milano) |

|                         |           |  |
| Corso 3’ De Angelis 41’ | Marcatori |  |

## Statistiche

### Statistiche di squadra
| Competizione | Punti | In casa | In casa | In casa | In casa | In casa | In casa | In trasferta | In trasferta | In trasferta | In trasferta | In trasferta | In trasferta | Totale | Totale | Totale | Totale | Totale | Totale | DR |
| Competizione | Punti | G       | V       | N       | P       | Gf      | Gs      | G            | V            | N            | P            | Gf           | Gs           | G      | V      | N      | P      | Gf     | Gs     | DR |
| ------------ | ----- | ------- | ------- | ------- | ------- | ------- | ------- | ------------ | ------------ | ------------ | ------------ | ------------ | ------------ | ------ | ------ | ------ | ------ | ------ | ------ | -- |
| Serie A      | 34    | 17      | 8       | 6       | 3       | 26      | 16      | 17           | 4            | 4            | 9            | 16           | 29           | 34     | 12     | 10     | 12     | 42     | 45     | -3 |

### Statistiche dei giocatori
| Giocatore         | Serie A  | Serie A |
| Giocatore         | Presenze | Reti    |
| ----------------- | -------- | ------- |
| L. Antoniotti     | 30       | 4       |
| G. Bacci          | 31       | 15      |
| E. Bearzot        | 33       | 1       |
| Q. Bertoloni      | 31       | 5       |
| L. Bodi           | 11       | 0       |
| L. Brotto         | 1        | -2      |
| H. Buhtz          | 30       | 9       |
| R. Cuscela        | 27       | 0       |
| L. Grava          | 15       | 0       |
| P. Grosso         | 26       | 0       |
| R. Lovati         | 33       | -43     |
| G. Molino         | 34       | 0       |
| L. Moltrasio      | 27       | 1       |
| A. Nardi          | 4        | 0       |
| A. Novelli        | 7        | 1       |
| A. Pellis         | 4        | 2       |
| C. Rimbaldo       | 2        | 0       |
| V. Sentimenti III | 28       | 1       |

## Giovanili

### Piazzamenti
- Primavera:
  - Campionato Cadetti: